# Uncinia angustifolia
Uncinia angustifolia är en halvgräsart som beskrevs av Bruce Gordon Hamlin. Uncinia angustifolia ingår i släktet Uncinia och familjen halvgräs. Inga underarter finns listade i Catalogue of Life.